# Johann Christian Ludwig Hellwig
Johann Christian Ludwig Hellwig (Garz/Rügen, 8 novembre 1743 – Braunschweig, 10 ottobre 1831) è stato un entomologo e autore di giochi tedesco.
Completò gli studi di matematica e storia naturale all'università di Francoforte nel 1766 divenne consigliere del principe Wilhelm Adolf von Braunschweig all'epoca del suo viaggio nella russia meridionale.
Per diversi anni insegnò nei collegi di Brunswick dove divenne professore di filosofia all'università di Helmstadt. Ottenne nel 1778 il dottorato e nel 1779 dove divenne il "mastro dei paggi" (Pagenhofmeister) all'accademia militare di Braunschweig. I suoi sforzi di istruire i giovani nelle scienze militari ispirarono il suo lavoro sui wargame.
Fu il tutore e cognato dell'entomologo tedesco Johann Karl Wilhelm Illiger (1775-1813), che divenne direttore del giardino zoologico di Berlino, del mineralogista Gottlieb Peter Sillem, che gli succedette alla scuola di Braunschweig e del conte Johann Centurius Hoffmannsegg (1766-1849).
Il suo lavoro, in collaborazione con Illiger e Hoffmannsegg, sulla tassonomia degli insetti è famoso e fu l'origine della collezione dell'Humboldt Museum.

## Kriegsspiel

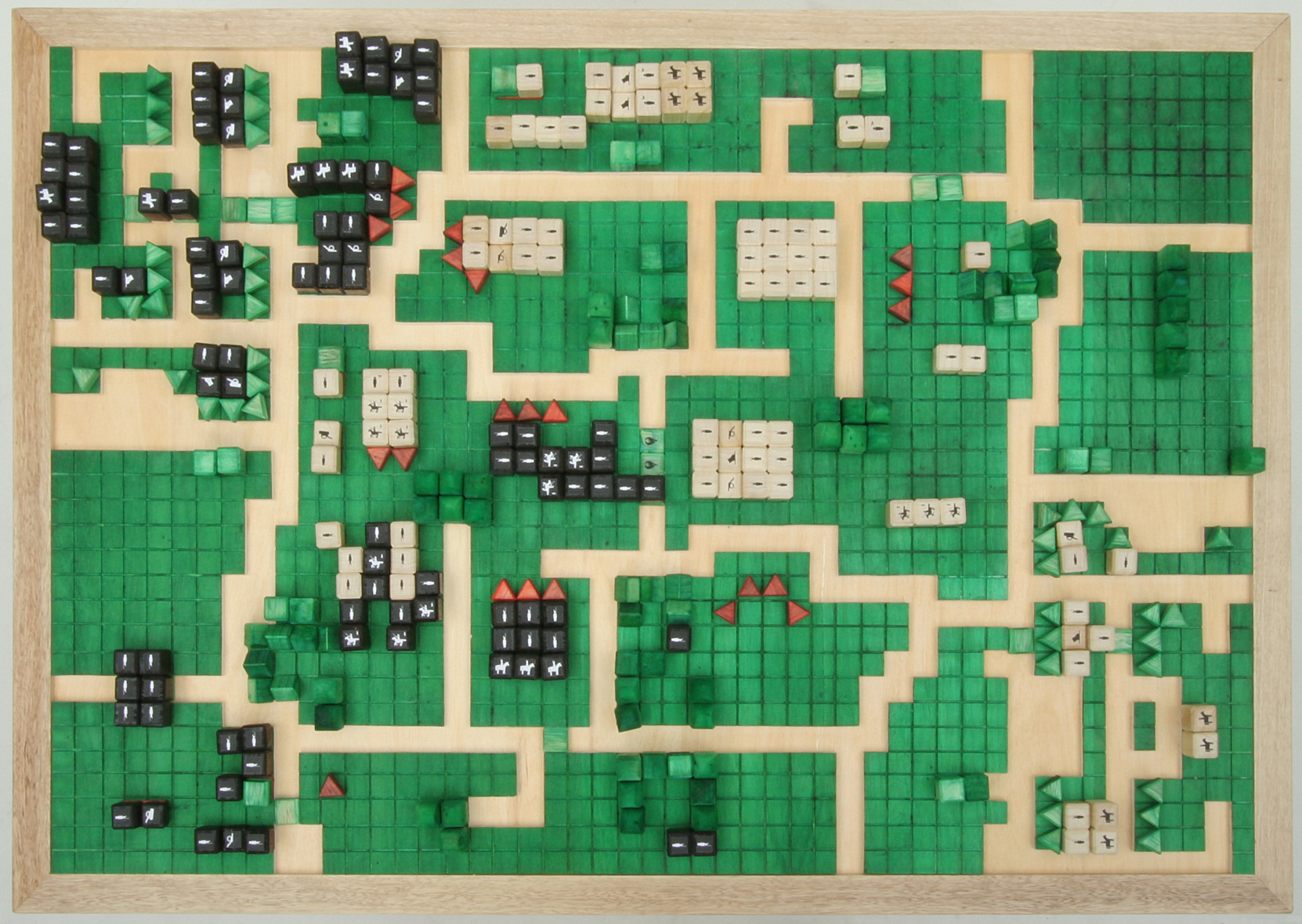
Ricostruzione del kriegsspiel

È l'autore del kriegsspiel (letteralmente "gioco di guerra"), una sofisticata variante degli scacchi che ebbe un discreto successo nella sua epoca. Hellwig pubblicò la prima edizione del suo kriegsspiel nel 1780 come Versuch eines aufs Schachspiel gebaueten taktischen Spiels von zwey und mehreren Personen zu spielen, ("Tentativo di costruire sugli scacchi un gioco tattico che due o più persone potrebbero giocare") Il suo obiettivo era la creazione di un gioco simile agli scacchi che riflettesse meglio la scienza militare dell'epoca, specialmente il comportamento della fanteria, cavalleria e artiglieria.
Il suo kriegsspiel era giocato su una scacchiera di grandi dimensioni (di solito di 49 colonne per 33 file, per un totale di 1617 quadrati, ma sono riportate anche scacchiere di 40 per 66 quadretti) con modifiche al movimento dei pezzi e l'aggiunta di nuovi. L'innovazione più radicale, rispetto ad altre varianti degli scacchi, fu l'introduzione di nuovi tipi di terreno, ogni casella della scacchiera era colorata in modo da indicare un tipo di terreno (montagne, paludi, fiumi, ecc...) a cui erano associate regole che restringevano il movimento o davano vantaggi in combattimento. La disposizione iniziale dei pezzi non era fissa, la scacchiera era divisa in due da un confine e ogni giocatore poteva disporre a piacere i propri pezzi entro il proprio territorio, purché non troppo vicino al confine.
Ai pezzi degli scacchi sono associate le unità militari reali, pedoni e cavalli per il loro movimento limitato vengono associati alla fanteria, mentre donna, alfieri e torri vengono associati alla cavalleria a causa del loro movimento limitato solo dall'estensione della scacchiera. Ulteriori pezzi introdotti sono l'"elefante" (un misto di alfiere e cavallo), l'"alfiere saltante" (un misto di alfiere e cavallo) e la "regina saltante" (un misto di regina e cavallo). I pezzi vengono catturati come negli scacchi normali, ma a ogni pezzo è anche assegnato un valore (Stärke) da uno a tre, pari al numero di tipi di movimento che possiede (un cavallo vale uno, una regina vale due, una "regina saltante" vale tre), usato per determinare la conquista di una fortezza, il totale del valore dei pezzi assedianti viene confrontato con il totale del valore dei pezzi dei difensori. Lo scopo del gioco è per l'appunto la conquista della fortezza, anziché la cattura del re
In una successiva edizione del 1803 Hellwig abbandonò del tutto l'astrazione dei pezzi degli scacchi e utilizzò miniature rappresentanti le varie unità militari (granatieri, cavalleria pesante e leggera e artiglieria). Sia le unità di fanteria, che quelle di cavalleria possono muovere come una regina degli scacchi, ma sono limitate nella distanza mossa a seconda del tipo. La possibilità di effettuare una presa dipende anche dall'orientamento della figura, un'unità di fanteria può catturare solo le unità nelle tre caselle di fronte. Cattura e movimento sono separati, un giocatore può muovere un singolo pezzo per turno, ma può eseguire tutte le azioni di presa che gli sono possibili, viene inoltre aggiunta per la fanteria e l'artiglieria la possibilità di eliminare unità a distanza (per simulare il fuoco dei fucili e dei cannoni). Ulteriori regole contemplano la gestione delle linee di rifornimento e quelle di comunicazione.

## Opere
- Versuch eines aufs schachspiel gebaueten taktischen spiels von zwey und mehrern personen zu spielen, edizione del 1780 (su google.book)
- Das Kriegsspiel: ein Versuch die Wahrheit verschiedener Regeln der Kriegskunst in einem unterhaltenden Spiel anschaulich zu machen, edizione del 1803 (presso l'archivio digitale dell'università tecnica di Braunschweig)